# King Clone

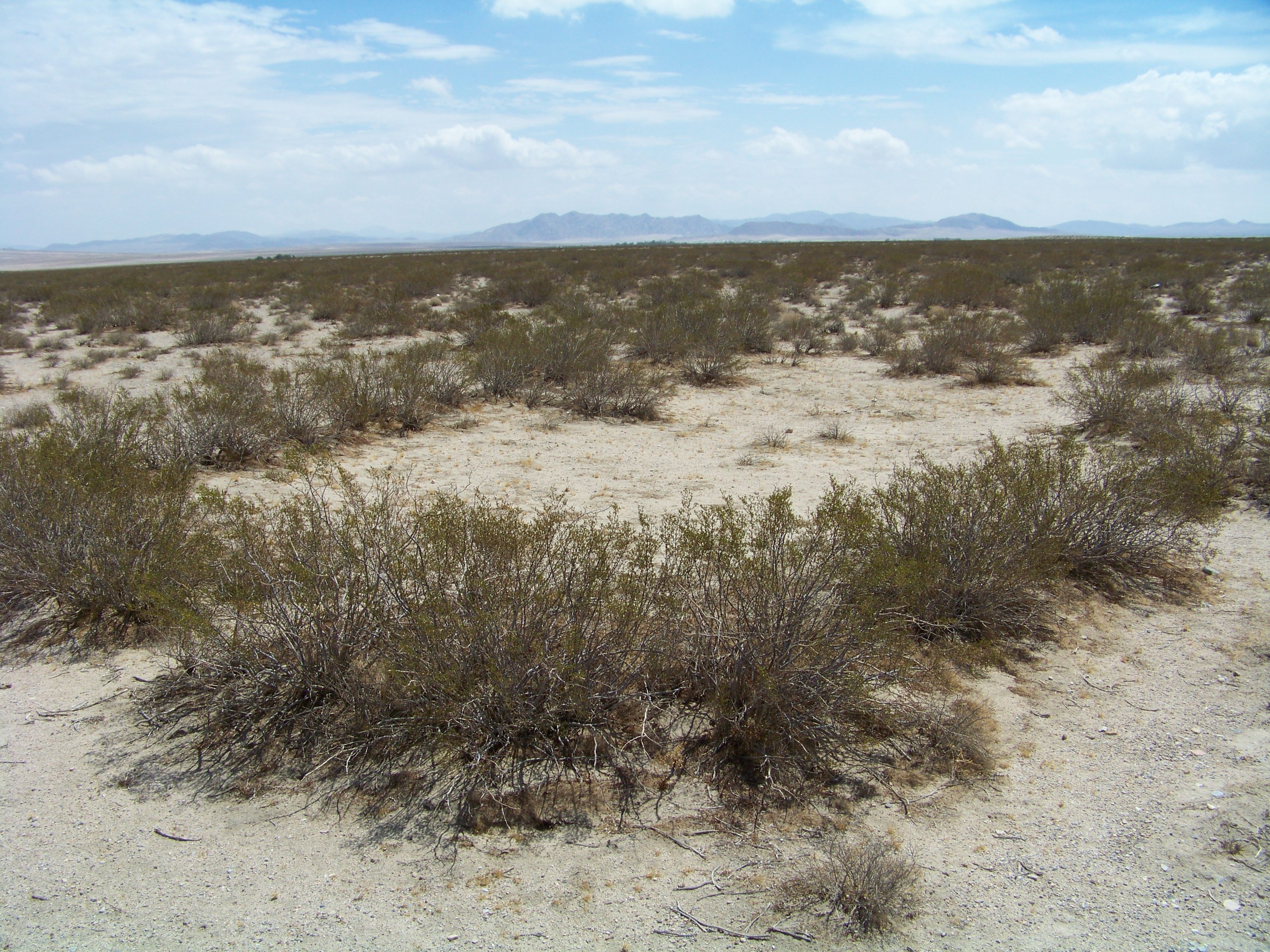
King Clone

King Clone wird für den ältesten Kreosotbusch-Ring in der kalifornischen Mojave-Wüste gehalten. Er hat einen Durchmesser von  22 Metern und wird auf ein Alter von 11.700 Jahren geschätzt.
Der Ring befindet sich auf öffentlichem Land ungefähr 0,6 Meilen nördlich der California Route 247 östlich der Bessemer Mine Road in der Nähe der Städte Lucerne Valley und Landers. Das Gebiet, auf dem sich die Pflanze befindet, ist umzäunt.